# 7335-ös mellékút (Magyarország)
A 7335-ös számú mellékút egy mindössze 6 kilométer hosszú, négy számjegyű mellékút Zala vármegyében. A Zala észak-déli irányban húzódó völgyének keleti oldalán húzódó, az ott fekvő településeket összekapcsoló útrendszer egyik kisebb szakasza viseli ezt a számozást, fő funkciója, hogy Kehidakustány számára biztosítson közúti kapcsolatokat északi és déli irányban.

## Nyomvonala
Szentgyörgyvár külterületén indul – messze a falu központjától északra – északi irányban, a 76-os főútból kiágazva, annak 27+300-as kilométerszelvényénél, abban a csomópontban, ahol a főút az addig követett északi irányát elhagyva nyugatnak fordul, és ugyanott beletorkollik a 760-as főút (felsőpáhoki elkerülő út). A Zala völgyének keleti oldalán halad, 400 méter után már Nemesbük külterületén húzódik, 1,8 kilométer megtétele után pedig Kehidakustány területére ér.
2,8 kilométer teljesítését követően éri el a település kustányi falurészét majd a 4+100-as kilométerszelvényénél kiágazik belőle a 7356-os út, amely a Zala túlpartján elterülő kehidai településrészre vezet. 5,5 kilométer után érkezik Zalaszentlászló közigazgatási területére, majd a község legdélebbi házai előtt közvetlenül beletorkollik a kelet felől érkező 7336-os útba, annak 6. kilométerénél. Innen az útvonal továbbhalad az eddigi északi irányát követve, de már a 7336-os számot viselve.
Teljes hossza, az országos közutak térképes nyilvántartását szolgáló kira.gov.hu adatbázisa szerint 5,981 kilométer.

## Települések az út mentén
- (Szentgyörgyvár)
- (Nemesbük)
- Kehidakustány (Kustány)
- (Zalaszentlászló)

## Története
Az 1232-es évből, II. András király uralkodásának idejéből olvashatjuk, hogy Zala vármegye nemesei Ketüd (Kehida) hídjánál gyűltek össze, amely jól megközelíthető volt a Zala folyó mindkét oldaláról, útjai és hídja végett – ez arra utal, hogy ezen a tájon már nemcsak a Zala frekventáltabb nyugati, de keleti partján is húzódott út.
Egy másik történeti forrás is megerősíti a kehidai út és híd létezését: egy olyan levél említi őket, amely egy – Bertalan veszprémi püspök és Atyusz bán, somogyi ispán közötti – birtokfoglalási perben született. (Forrásanyag: Magyar Országos Levéltár/Dl. 73.)
Az út középkori létezésére és jelentőségére utal az is, hogy a Kehida és Kustány közötti átkelést a Zala nyugati partjára 1441-ben is híd biztosította, amely egyben vámhely is volt, hídvámját I. Ulászló egy adománylevele említi.

## Hídjai
Egy jelentősebb hídja van, ez az alábbi:
- az 5+499-es kilométerszelvényében egy időszakos vízfolyás hídja Kehidakustánynál, ami 1959-ben épült monolit vasbetonlemez szerkezettel, nyílásköze 8,9 méter, teljes szerkezeti hossza 10,0 méter.[2]